# Ліски (парк)

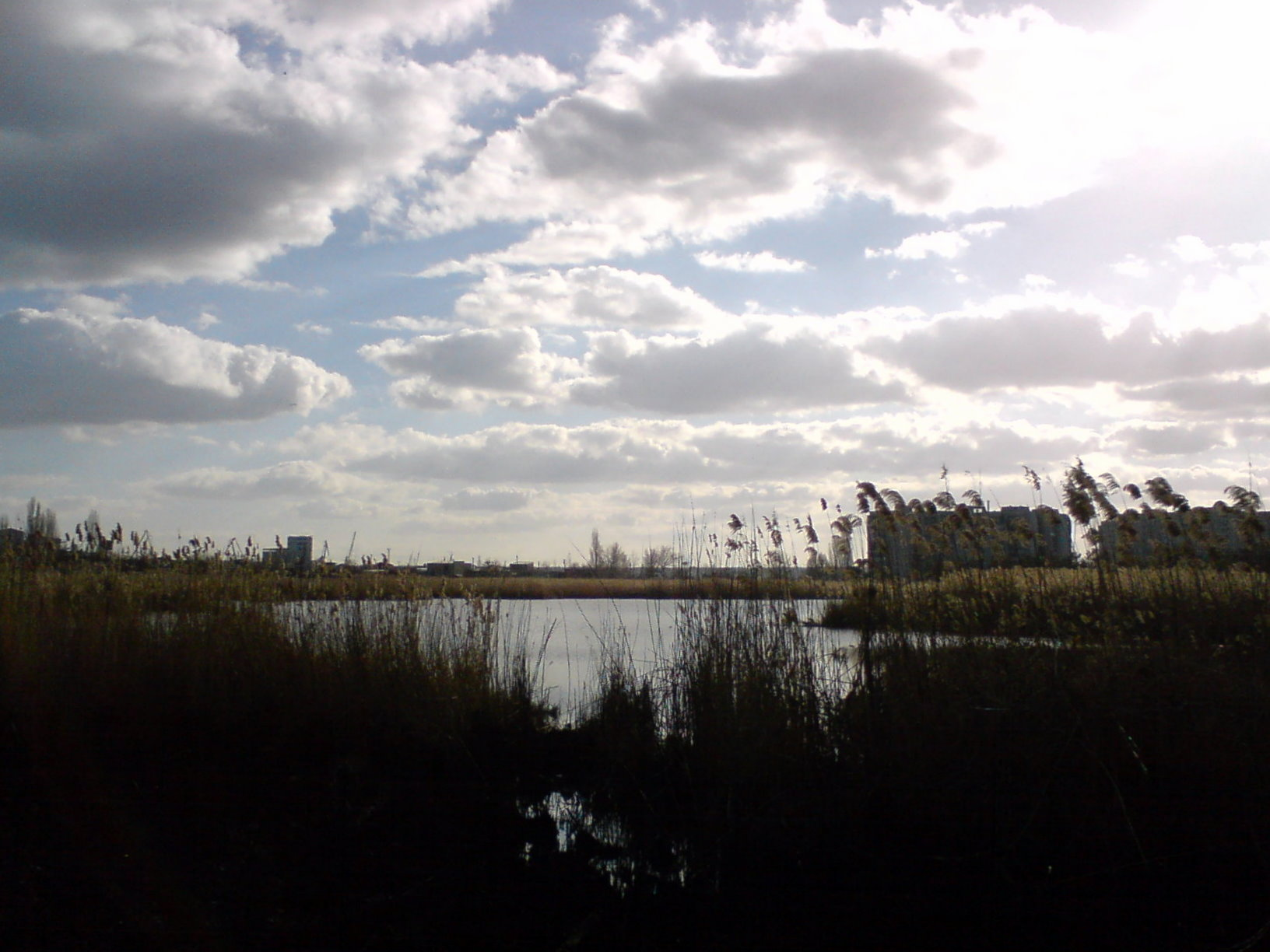
Вид на озеро

 Ліски  — парк, розташований в однойменному мікрорайоні Миколаєва. Має статус пам'ятки садово-паркового мистецтва.

## Етимологія
Назва «ЛІСКИ» була дана цій місцевості, мабуть, Г. Потьомкіним або М. Фалєєвим, про що свідчить листування цих двох засновників і першобудівників Миколаєва, датоване серпнем 1790 р. На цій території росло декілька десятків природних гаїв, знаходилися колодязі й озера. Місцевість була багата підземними водами.

## Історія

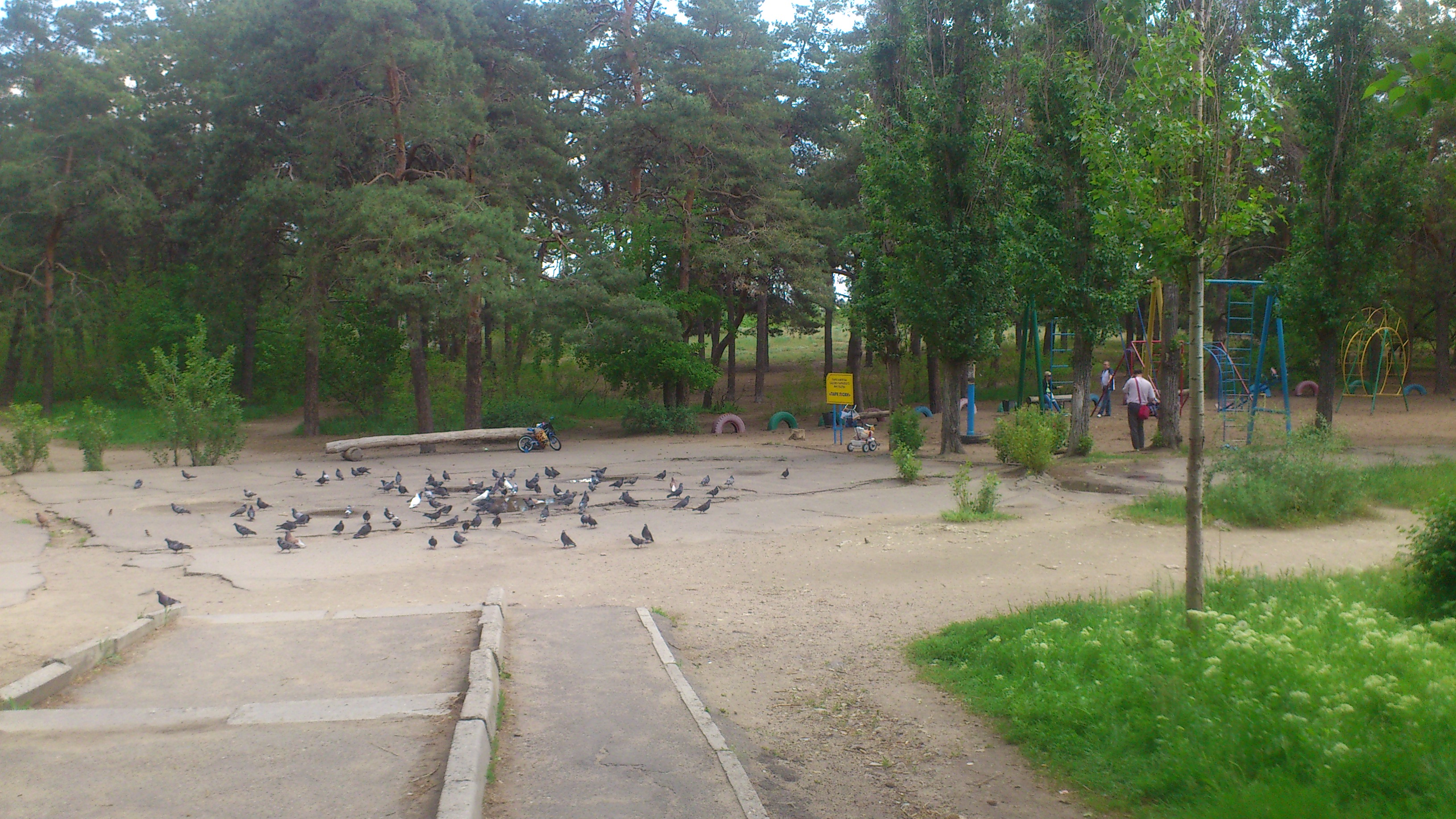
Дитячий майданчик у парку

Наприкінці XIX століття частина земель Лісків була продана під хутори городянам (сад-хутір Барбе), а після Кримської війни — під «інвалідні будинки» (Інвалідні хутори). У них проживали інваліди Кримської війни і оборони Севастополя 1854—1855 років. Будувалися вони по декілька будинків, групами, тому і називалися хуторами. У Лісках знаходилися: дерев'яний літній павільйон на кам'яних стовпах з критими галереями з усіх боків; одноповерховий дерев'яний будинок, який оточений з усіх боків критою галереєю, що був побудований у 1802 року для адмірала І. І. де Траверсі як дача, та два одноповерхових флігелі при ньому; кам'яний колодязь у вигляді альтанки, побудований з білого інкерманського каменя в 1863 році. Також, тут знаходилися хутори Чорноморських екіпажів, дачі моряків, літні морські «собрания». Ліски регулярно очищалися і оновлювалися. У 20-х роках XIX століття за ініціативою адмірала О. С. Грейга частина берега Бузького лиману в районі Спаського урочища була засаджена деревами, переважно шовковицею до самого Спаського пагорба, утворивши Ближні Ліски, уздовж яких йшла прибережна дорога у Ліски.
У 1812 році ця земля увійшла до складу лісового вигону, тут пасли тварин. З перших років існування Миколаєва цей природний куточок дбайливо охоронявся і знаходився під заступництвом командування Чорноморського флоту. Найдокладніший опис Лісків приведений в адрес — календарі 1887 року.
Ось як описує парк Микола Кумані:
 Оть Обсерваторіи и Спасска, къ югу, на низменномъ песчаномъ пространстве, занимающем до 833 дес. земли, омываемой Бугомъ, раскинуто болъе 35 рощь дикихъ деревъ подъ общимъ названьем Лъски. Сюда ведеть отъ Спасска отличная шоссейная дорога; тутъ растутъ: вязъ, береза, осина, берестъ, дубь и проч. При нъкоторых изъ этихъ рощъ лътніе домики, фруктовые сады и колодцы съ весьма хорошею пръесною водою; здесь же расположены красивые сельске домики морскихъ инвалидовъ со многоми хозяйственными постройками, колодцами и садами. … Здесь лучшая роща и озеро; растетъ камыш, разводятся огороды и въ послъднее время предпринято разведете табаку, который бываетъ довольно хорошего качества и доставляет хорошую прибыль. — Адреса-календар 1887 року
На одному із перших планів міста, підписаним віце-адміралом Н. С. Мордвіновим (близько 1795 р.), під № 72 Ліски, як відомо з архівних документів, охоронялися, тому для їх збереження при Адміралтействі були посади лісничого та його помічника.
На плані міста 1890 р. в Лісках вказано «дворец» — це і є будова літнього Морського збору, колишня дача головного командира Чорноморського флоту.
Але за часів вітчизняних війн парк був покалічений. Та і зараз не краще, бо почали з'являтись високоповерхівки, які витісняють парк, а найголовніше — маловідома мало правдива історія парку.
У районі Лісків, навпроти Малої Коренихи, колись була переправа через Бузький Лиман. Перший архітектор Миколаєва М. Л. Фалєєв побудував її нижче Миколаєва, біля Богоявленки (нині Корабельний район), але пізніше головний командир Чорноморського флоту і порту, губернатор м. Миколаєва Н. С. Мордвинов розпорядився перенести її у Ліски. У 1885 році напроти Варварівки був побудований дерев'яний міст, і переправа у Лісках перестала існувати.
На початку 20 років минулого століття кілька разів через Бузький Лиман переправлявся О. С. Пушкін, а у 1845 році — Л. М. Толстой, тоді ще офіцер Дунайської армії, який їхав через Миколаїв та Херсон до театру військових дій у Севастополь.
Під час Першої та Другої світових воєн парку було завдано серйозної шкоди: практично всі дерева були вирубані, за винятком небагатьох дубів та тополь. У часи відродження парку (50-ті та початок 60-х) стали найбільш приємними. Але вже у другій половині 60-х років ситуації повністю змінилась: частина Лісків була здана «у тимчасове користування» заводу та РОПіТу, що поклало початок їх запустінню та вирубки.
У 1974 році територія парку отримала статус заповідного об'єкта. «Ліскам» надано статус парку—пам'ятки садово—паркового мистецтва місцевого значення, який охороняється законом.
В даний час існує невелика посадка сосен в районі колишньої дачі Барбе, а також насадження акації білої, софори японської, платана західного, кленів різних видів, шовковиці, липи, ялини, туї, берези, тополі, верби, шипшини, троянд.
Вся решта території забудована, утворивши мікрорайон міста «Ліски». Півострівне розташування Миколаєва створює великі труднощі для житлового будівництва — мало вільної території для забудови. Тоді було ухвалено рішення: за рахунок намивання землі в західній частині міста, в районі Лісків, збільшити територію ще на 112 гектарів для будівництва житлового масиву. І тепер район Ліски включає район так званого Намиву.
Сьогодні у парку є кінотеатр «Іскра», що був побудований у 1978 року. Своїм ім'ям він зобов'язаний назві більшовицької газети «Іскра», яка нелегально доставлялася на початку 1900 років до Миколаєва через Одесу і Херсон. З 2002 по 2004 рік в будівлі кінотеатру розташовувалася церква «Віфанія». А з 15 вересня 2004 року реконструйований за сучасним міркам. На даний момент не працює.

## Флора
В даний час існує невелика посадка сосен в районі колишньої дачі Барбе, а також насадження робінії псевдоакації, софори японської, платана західного, кленів різних видів, шовковиці, липи, ялинки, туї, берези, тополі, верби, шипшини, троянд.
Один вид — волошка білоперлинна — внесений в Червону книгу України.
Видова різноманітність рослинних насаджень парку «Ліски» (за станом на 2006 р.)''
| Дерево          | Кількість | Дерево            | Кількість |
| --------------- | --------- | ----------------- | --------- |
| Платан          | 115       | Ялинка            | 8         |
| Клен            | 45        | Вишня             | 10        |
| Дуб             | 2         | Шовковиця         | 22        |
| Айлант найвищий | 22        | Берест            | 38        |
| Маслина         | 29        | Сосна (мала)      | 402       |
| Абрикоса        | 50        | Акація            | 400       |
| Яблуня          | 2         | Горіх (волоський) | 15        |
| Груша           | 12        | Каштан            | 7         |
| Катальпа        | 9         | Залізняк          | 10        |
| Тополя          | 536       | Липа              | 96        |
| Туя             | 80        | Слива муме        | 22        |
| Береза          | 3         | Слива             | 3         |
| Сосна кримська  | 1444      | Верба             | 58        |

РАЗОМ: 3440 дерев.
КУЩІ:
- Бузок — 20,
- Шипшина — 130,
- Барбарис — 4,
- Троянда — 62,
- Інші види чагарників — 1865.
- РАЗОМ: 2081 кущ.

## Озеро
У парку розташоване озеро площею 9,2 гектара. Береги заросли очеретом. Вздовж парку проходить вулиця Озерна, перейменована у 2015 році на честь цієї водойми (стара назва Червоних Майовщиків).